# Zeitschrift der Wiener Entomologischen Gesellschaft
Die Zeitschrift der Wiener Entomologischen Gesellschaft war eine in Österreich erschienene wissenschaftliche Fachzeitschrift für Entomologie (Insektenkunde). Das in Wien von der Wiener Entomologischen Gesellschaft mit zwei Vorläufertiteln ab 1916 mit herausgegebene Periodikum wurde mit der im Jahr 1970 letzten Ausgabe im 54sten Jahrgang von 1969 eingestellt.
Inhaltlich widmete sich das Blatt schwerpunktmäßig, aber nicht ausschließlich der Lepidopterologie (Schmetterlingskunde), enthielt aber auch Personalia zu Persönlichkeiten aus den Themengebieten.
Die einzelnen, seit dem Zweiten Weltkrieg erschienenen Bände, wurden über die Zoologisch-Botanische Datenbank ZOBODAT als PDF-Dokumente online kostenfrei lesbar gestellt.